# Sabalouka (przystanek kolejowy)
Sabalouka (biał. Сабалёўка; ros. Соболевка) – przystanek kolejowy w pobliżu miejscowości Barkułabowo, w rejonie bychowskim, w obwodzie mohylewskim, na Białorusi. Położony jest na linii Orsza - Mohylew - Żłobin.